# Anchilostomiasi
L'anchilostomiasi è una parassitosi molto diffusa nei Paesi tropicali a clima caldo-umido, ma presente anche nelle regioni temperate, dovuta a infestazione da Ancylostoma duodenale, da Ancylostoma braziliense o da Necator americanus.
L'ancilostomiasi è anche nota come anemia del minatore, malattia del tunnel, anemia del muratore e clorosi egizia. L'elmintiasi può anche riferirsi ad ancilostomiasi, ma questo termine si riferisce anche a tutte le altre malattie parassitarie del verme. Nel Regno Unito, se acquisito nel contesto del lavoro in una miniera, la condizione è ammissibile per l'indennità di invalidità per infortuni sul lavoro.
Si caratterizza clinicamente da anemia ipocromica, disturbi gastroenterici, talvolta anche con manifestazioni cutanee e turbe nervose.

## Epidemiologia
Gli agenti che possono causare l'anchilostomiasi sono Ancylostoma duodenale e Necator americanus. Il primo è diffuso soprattutto nell'area settentrionale dell'Africa, nel bacino del Mediterraneo, in Estremo Oriente e in Cina. Il Necator americanus si sviluppa soprattutto in America, in Africa centrale e meridionale, in Asia meridionale.
L'anemia da anchilostoma fu descritta per la prima volta da Wilhelm Griesenger in Egitto, al Cairo nel 1852. Trovò migliaia di ancilostomi adulti nell'intestino tenue di un soldato di 20 anni che soffriva di grave diarrea e anemia (etichettata all'epoca come clorosi egizia). Questa patologia è stata ritrovata in Europa quando si è verificato un focolaio di "anemia da minatore" in Italia. Durante la costruzione del tunnel del San Gottardo in Svizzera (1871-1881), un gran numero di minatori ha sofferto di una grave anemia di causa sconosciuta. Le indagini mediche hanno permesso di capire che era causato da Ancylostoma duodenale (favorito da alte temperature e umidità).
Gli anchilostomi rappresentano ancora un'alta percentuale di malattia debilitante nei tropici e 50-60 000 morti all'anno possono essere attribuiti a questa malattia.
In Europa, Italia compresa, la parassitosi è diminuita notevolmente grazie alle migliori condizioni igieniche generali, ma può colpire ancora i minatori, i lavoratori in galleria, fornaciai, risaioli, i contadini.

## Eziologia
L'Ancylostoma duodenale è un nematode, parassita obbligato dell'uomo. Il maschio misura 10-12 x 0,4-0 mm, la femmina è lunga 15–18 mm. L'estremità cefalica, fortemente ripiegata dorsalmente (il che fa assumere al parassita una forma a uncino, e ne giustifica il nome del genere) è dotata di una capsula buccale ampia in cui sono riconoscibili due piccoli fori, sbocco delle ghiandole cefaliche secernenti sostanze tossiche, con 4 denti aguzzi piegati a uncino. La porzione cefalica è inoltre dotata di altri apparati ghiandolari deputati alla secrezione di sostanze anticoagulanti;
Il Necator americanus è anch'esso un nematode, parassita obbligato dell'uomo, ma di dimensioni un po' inferiori rispetto all'A. duodenale. È dotato di una capsula buccale ampia con due lamine chitinose a forma di uncino.

## Ciclo biologico
Il ciclo biologico si compie in un unico ospite, con stadi di vita libera nell'ambiente esterno. I parassiti adulti vivono nel duodeno adesi alla mucosa per mezzo delle strutture buccali. Il numero di vermi adulti presenti in unico ospite può variare da 500 a 3000. Il verme ha una vita di circa 5 anni.
Avvenuta la fecondazione, la femmina depone mediamente 9000 uova al giorno per il N. americanus e circa 25000 per l'A. duodenale aventi una tipica morfologia ellissoidale, delimitate da una membrana sottile di circa 60-40 micrometri, contenenti 4-8 blastomeri.
Se le uova, eliminate con le feci, giungono in terreni favorevoli (elevata umidità, temperatura tra 25 e 30 °C, protezione dai raggi solari diretti), continuano nell'ambiente la propria evoluzione formando l'embrione che fuoriesce dal guscio e si trasforma in larva.
Le larve rabditoidi, una volta schiuse dall'uovo, si accrescono nel terreno nutrendosi di detriti organici; esse maturano nel tempo in larve strongiloidi, che attuando un fenomeno detto di "elmintassi negativa" risalgono attraverso il suolo verso la superficie, stimolate dalla temperatura e dalle concentrazioni di anidride carbonica. Larve strongiloidi a contatto con la cute dell'ospite definitivo attuano una penetrazione percutanea: la larva attraversa la cute, in genere a livello delle mani e dei piedi, e per via ematica giunge al cuore destro e al circolo polmonare, dove attua un meccanismo di escape dalla risposta immunitaria dell'ospite comune a molti elminti, ossia l'"effrazione" dei capillari polmonari: la larva, aumentata di volume, rompe la parete endoteliale passando negli alveoli, e da qui nell'albero bronchiale risalendolo sospinto anche dall'attività delle ciglia vibratili dell'epitelio, nella faringe fino a essere deglutita per passare nell'esofago, nello stomaco, e infine nel duodeno a livello del quale si fissa alla mucosa divenendo adulta dopo altri due stadi larvali. L'adulto si nutre del sangue che sgorga dalle recise arteriole dei villi intestinali.
Tra la penetrazione della larva e l'inizio della deposizione delle uova decorrono circa 5-6 settimane.
È stato osservato, in donne in allattamento, il fenomeno noto come "ipobiosi" ossia le larve di A. duodenale migrano alle ghiandole mammarie, passando nel latte e infettando il lattante.
L'infezione può essere agevolmente prevenuta osservando semplici accorgimenti igienici : adozione di latrine i cui liquami non inquinino il terreno, impiego di stivali e guanti di gomma .

## Trattamento
Il farmaco di scelta per il trattamento della malattia da anchilostoma è il mebendazolo che è efficace contro entrambe le specie e inoltre rimuoverà anche il verme intestinale Ascaris, se presente. Il farmaco è molto efficace, richiede solo una singola dose ed è economico. È consigliato l'integrazione alimentare per migliorare il loro livello generale di salute, in particolare l'integrazione di ferro è molto importante. Il ferro è un componente importante di una moltitudine di sistemi enzimatici coinvolti nel metabolismo energetico, nella sintesi del DNA e nella disintossicazione da farmaci.
Un'infezione da parassiti di N. americanus può essere trattata usando benzimidazolo, albendazolo e mebendazolo. Una trasfusione di sangue può essere necessaria in casi gravi di anemia. Le infezioni leggere di solito non vengono trattate nelle aree in cui è comune la reinfezione. Gli integratori di ferro e una dieta ricca di proteine accelereranno il processo di recupero. In un caso di studio che ha coinvolto 56-60 uomini con infezione da Trichuris trichiura e / o N. americanus, sia l'albendazolo che il mebendazolo sono risultati efficaci al 90% nella cura di T. trichiura. Tuttavia, l'albendazolo aveva un tasso di guarigione del 95% per N. americanus, mentre il mebendazolo aveva solo un tasso di guarigione del 21%. Ciò suggerisce che l'albendazolo è più efficace nel trattamento sia di T. trichiura che di N. americanus.

## Anchilostomi e malattie infiammatorie dell'intestino
È stato rilevato che l'infestazione da anchilostomi affina la risposta immunitaria dell'organismo e può causare quindi benefici nella cura di alcune malattie autoimmuni come asma, malattia di Crohn, celiachia.